# Do It
«Do It» (укр. «Роби це») — восьмий сингл канадсько-португальської співачки Неллі Фуртаду з альбому «Loose». Випущений 21 серпня 2007 року лейблом Geffen.

## Список композицій і форматів
Німецький CD-сингл
1. «Do It»
2. «Do It» (Remix) (feat. Missy Elliott)

12-" вінил-сингл
- Сторона A

1. «Do It» (Remix) (з Missy Elliott)
2. «Do It» (Album Version)
3. «Do It» (Instrumental Version)

- Сторона B

1. «Say It Right» (Reggae Main Mix)
2. «Say It Right» (Instrumental Version)

Промо CD-сингл
1. «Do It» (Remix) (feat. Missy Elliott) (3:26)
2. «Do It» (Album Version) (3:41)
3. «Do It» (Instrumental Version) (3:43)

Німецький відео-сингл
1. «Do It» (Album Version) (3:41)
2. «Do It» (Instrumental Version) (3:43)
3. «Do It» (music video)

Німецький/австралійський CD-сингл 
1. «Do It»
2. «Do It» (Remix) (feat. Missy Elliott)
3. «All Good Things (Come to an End)» (Kaskade Club Mix)
4. «Do It» (music video)